# Anipemza
Anipemza – wieś w Armenii, w prowincji Szirak. W 2011 roku liczyła 260 mieszkańców.